# Volo Nigeria Airways 357
Il volo Nigeria Airways 357 era un volo passeggeri nazionale di linea dall'aeroporto di Yola all'aeroporto Internazionale Murtala Muhammed di Lagos, con scali intermedi all'aeroporto di Jos e all'aeroporto Internazionale di Kaduna, in Nigeria. Il 13 novembre 1995, un Boeing 737-2F9 operante il volo uscì di pista durante l'atterraggio nella seconda tappa del volo da Jos a Kaduna, provocando un incendio che distrusse l'aereo. Tutti i 14 membri dell'equipaggio sopravvissero, mentre 11 dei 124 passeggeri persero la vita.

## L'aereo
Il velivolo era un Boeing 737-2F9 registrato in Nigeria 5N-AUA. Volò per la prima volta il 14 ottobre 1982. Prodotto a Renton, negli Stati Uniti, aveva numero di serie di 22985 e venne consegnato a Nigeria Airways l'11 febbraio 1983. Era equipaggiato con 2 motori turboventola Pratt & Whitney JT8D-15. Al momento dell'incidente, l'aereo aveva circa 13 anni e aveva accumulato 22 375 ore di volo in 27 567 cicli di pressurizzazione.

## L'incidente
Il volo 357 decollò dall'aeroporto di Yola alle 07:30 UTC diretto a Kaduna, con a bordo 138 persone e una quantità di carburante adeguata. Il comandante dichiarò che i membri dell'equipaggio ufficiali erano otto; le sei persone in più furono imbarcate a sua discrezione e di quella del direttore della stazione. L'ora stimata di arrivo a Kaduna erano le 07:46 UTC. Kaduna autorizzò il volo per l'avvicinamento alla pista 05. Tuttavia, il comandante richiese di atterrare sulla pista 23. Il controllore del traffico aereo gli ricordò che il vento proveniva da 090 magnetico, quindi contrario, ma il pilota insistette comunque per la pista 23. Infine, il comandante accettò di atterrare con il vento a favore.
Il volo 357 iniziò quindi la discesa alle 07:42 UTC e venne autorizzato a scendere a 3 500 piedi (1 100 m) e poi a 500 piedi (150 m). L'equipaggio cercò quindi di allineare l'aereo con la pista. Il primo ufficiale chiese al comandante "Riuscirai ad atterrare da quella posizione?" Un osservatore in cabina di pilotaggio suggerì di andare sottovento, presumibilmente per riposizionare l'aereo per l'atterraggio sulla pista 05. Tuttavia, non ci fu alcuna risposta da parte del comandante e l'avvicinamento andò avanti, seppure l'aereo fosse instabile. La virata a sinistra fu molto ripida e portò il 737 a disallinearsi dal centro della pista; il pilota virò verso destra per correggere la rotta. L'osservatore dovette gridare un avvertimento "Guarda l'ala" poiché le ali avrebbero potuto toccare il suolo durante l'atterraggio. L'equipaggio stava ancora lottando per allineare il Boeing alla pista.
L'aereo atterrò a soli 615 m dalla fine della pista 05 dopo aver oltrepassato il 79,5% della lunghezza totale. Il comandante avviò gli inversori di spinta. Quando l'uscita di pista apparve inevitabile, il comandante diresse l'aereo verso sinistra con l'intenzione di sfruttare l'ultimo incrocio di uscita per evitare le luci di fine pista. A questo punto, l'aereo entrò in una sbandata incontrollabile. L'ala destra toccò il suolo, facendo rompere così i serbatoi di carburante e facendo scoppiare un enorme incendio. I passeggeri e i membri dell'equipaggio si affrettarono e cercarono di sfuggire dal relitto infuocato. 66 persone rimasero ferite nell'incidente, 14 delle quali gravemente. 11 passeggeri persero la vita.